# Charmören Andy Hardy
Charmören Andy Hardy är en amerikansk komedifilm från 1942 i regi av George B. Seitz. Detta var den tolfte av totalt sexton stycken filmer om Andy Hardy och hans familj. I denna film hanterar domare Hardy en skilsmässa, medan Andy Hardy intresserar sig för skilsmässoparets dotter.

## Rollista
- Lewis Stone - domare Hardy
- Mickey Rooney - Andy Hardy
- Cecilia Parker - Marian Hardy
- Fay Holden - fru Hardy
- Ann Rutherford - Polly Benedict
- Sara Haden - Milly
- Donna Reed - Melodie Nesbit
- William Lundigan - Jeff Willis
- Frieda Inescort - Olivia Nesbit
- Harvey Stephens - Roderick O. Nesbit
- Todd Karns - Harry Land